# Hirokazu Sasaki
Hirokazu Sasaki (jap. 佐々木 博和, Sasaki Hirokazu; * 16. Februar 1962 in der Präfektur Osaka) ist ein ehemaliger japanischer Fußballspieler.

## Karriere
Sasaki erlernte das Fußballspielen in der Schulmannschaft der Osaka Sangyo University High School. Seinen ersten Vertrag unterschrieb er 1980 bei Matsushita Electric. 1985/86 wurde er mit dem Verein Meister der Japan Soccer League Division 2 und stieg in die Division 1 auf. Am Ende der Saison 1986/87 stieg der Verein in die Division 2 ab. 1987/88 wurde er mit dem Verein Vizemeister der Division 2 und stieg in die Division 1 auf. 1990 gewann er mit dem Verein den Kaiserpokal. Für den Verein absolvierte er 88 Erstligaspiele. 1992 wechselte er zum Ligakonkurrenten Verdy Kawasaki. Mit dem Verein wurde er 1993 japanischer Meister. 1994 wechselte er zum Zweitligisten Cerezo Osaka. 1994 wurde er mit dem Verein Meister der Japan Football League und stieg in die J1 League auf. Ende 1995 beendete er seine Karriere als Fußballspieler.

## Erfolge
Matsushita Electric
- Kaiserpokal

Sieger: 1990
Verdy Kawasaki
- J1 League

Meister: 1993
- J.League Cup

Sieger: 1992, 1993
- Kaiserpokal

Finalist: 1992
Cerezo Osaka
- Kaiserpokal

Finalist: 1994